# Psaliodes nucleata
Psaliodes nucleata là một loài bướm đêm trong họ Geometridae.